# Xã Vernon, Quận Jennings, Indiana
Xã Vernon (tiếng Anh: Vernon Township) là một xã thuộc quận Jennings, tiểu bang Indiana, Hoa Kỳ. Năm 2010, dân số của xã này là 2.809 người.